# Список військовослужбовців Чернівецької області, які загинули внаслідок російсько-української війни (з 2014)

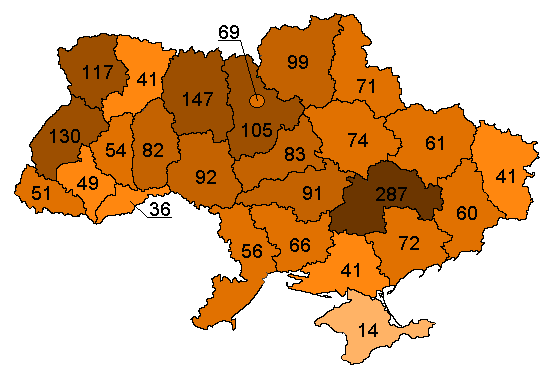
Розподіл загиблих у ході антитерористичної операції представників силових структур України у період з 18 березня по 5 серпня 2014 року за місцем народження

Російська інтервенція в Україну спричинила збройні протистояння, що обумовили численні втрати силових структур. Участь у бойових діях беруть й військові з  Чернівецької області.

## Список загиблих в АТО зЧернівецької області
| №  | Світлина | Прізвище, ім'я, по батькові      | Про особу | Дата й обставини смерті |
| -- | -------- | -------------------------------- | --- | --- |
| 1  |          | Пелехатий В'ячеслав Максимович   | 5 червня 1974, село Ярівка, Чернівецька область. Старший прапорщик за контрактом, військовослужбовець 87-го окремого аеромобільного батальйону (військова частина А2582, Чернівці) 80-ї окремої аеромобільної бригади Високомобільних десантних військ ЗС України. Залишились дружина та двоє маленьких дітей. | 10 червня 2014 9 червня біля Слов'янська потрапив у пастку — розтяжку на стежці. Був доправлений до Харківського військового шпиталю. Медики боролися за його життя всю ніч, проте о 9-й ранку наступного дня він помер. |
| 2  |          | Файфура Владислав Омелянович     | 10 жовтня 1982, старший лейтенант 3 батальйону окремої тактичної групи 80-ї окремої аеромобільної бригади, місто Чернівці). Вчився в школі в Чернівцях. Закінчив військовий інститут Національного університету «Львівська політехніка». Протягом п'яти років був членом збірної військового інституту з багатоборства. До того, як піти в армію, Владислав Файфура працював у службі охорони. Нагороджений Орденом Богдана Хмельницького III ступеня (2014, посмертно).                                             | 17 червня 2014 Загинув разом з побратимами у бою з терористами в районі селища Металіст на околицях Луганська. Терористи атакували колону військовослужбовців із засідки. |
| 3  |          | Крисоватий Ігор Іванович         | Народився в 1992 році. Молодший сержант 3 батальйону окремої тактичної групи 80-ї окремої аеромобільної бригади, місто Чернівці). Працював будівельником. Залишилися батьки та наречена. Нагороджений Орденом «За мужність» III ступеня (2014, посмертно). | 17 червня 2014 Загинув разом з побратимами у бою з терористами в районі селища Металіст на околицях Луганська. Терористи атакували колону військовослужбовців із засідки. |
| 4  |          | Мізунський Юрій Іванович         | 18 березня 1988 Солдат 3 батальйону окремої тактичної групи 80-ї окремої аеромобільної бригади, місто Чернівці). До участі в АТО Юрій Мізунський працював на приватному підприємстві, де зварював арматурні сітки для будівництва. Співав у церковному хорі. Нагороджений Орденом «За мужність» III ступеня (2014, посмертно). | 17 червня 2014 Загинув разом з побратимами у бою з терористами в районі селища Металіст на околицях Луганська. Терористи атакували колону військовослужбовців із засідки. |
| 5  |          | Мігован Віктор Миколайович       | 20 липня 1991, сержант 3 батальйону окремої тактичної групи 80-ї окремої аеромобільної бригади, місто Чернівці). Перед тим, як піти у військкомат за мобілізацією, Віктор Мігован протягом трьох років служив у Державній прикордонній службі. За фахом – комп’ютерник, студент третього курсу Львівського політехнічного університету. Нагороджений Орденом «За мужність» III ступеня (2014, посмертно). | 17 червня 2014 Загинув разом з побратимами у бою з терористами в районі селища Металіст на околицях Луганська. Терористи атакували колону військовослужбовців із засідки. |
| 6  |          | Доник Максим Вікторович          | 2 березня 1988, солдат 3 батальйону окремої тактичної групи 80-ї окремої аеромобільної бригади, місто Чернівці). У Максима Доника залишився півторарічний син. Працював медиком. Нагороджений Орденом «За мужність» III ступеня (2014, посмертно). | 17 червня 2014 Загинув разом з побратимами у бою з терористами в районі селища Металіст на околицях Луганська. Терористи атакували колону військовослужбовців із засідки. |
| 7  |          | Піцул Віктор Петрович            | 22 червня 1990, старший солдат 3 батальйону окремої тактичної групи 80-ї окремої аеромобільної бригади, місто Чернівці). Працював електриком у "Чернівціміськліфті". Нагороджений Орденом «За мужність» III ступеня (2014, посмертно). | 17 червня 2014 Загинув разом з побратимами у бою з терористами в районі селища Металіст на околицях Луганська. Терористи атакували колону військовослужбовців із засідки. |
| 8  |          | Валявський Ілля Васильович       | 28 липня 1978, солдат (село Михальча, Сторожинецький район, Чернівецька область) 3 батальйону окремої тактичної групи 80-ї окремої аеромобільної бригади, місто Чернівці). Нагороджений Орденом «За мужність» III ступеня (2014, посмертно). | 17 червня 2014 Загинув разом з побратимами у бою з терористами в районі селища Металіст на околицях Луганська. Терористи атакували колону військовослужбовців із засідки. |
| 9  |          | Леонтій Ілля Корнелійович        | Народився в 1975р. в селі з села Давидівка Чернівецької області. Старший солдат 3 батальйону окремої тактичної групи 80-ї окремої аеромобільної бригади, місто Чернівці). Залишилось четверо дітей.. Нагороджений Орденом «За мужність» III ступеня (2014, посмертно). | 17 червня 2014 Загинув разом з побратимами у бою з терористами в районі селища Металіст на околицях Луганська. Терористи атакували колону військовослужбовців із засідки. |
| 10 |          | Петрищук Олександр Вікторович    | 27 лютого 1987, старший лейтенант/капітан (звання присвоєно посмертно) Служби безпеки України, спецпідрозділ «Альфа». Після навчання за направленням УСБУ в Чернівецькій області працював у Києві. На Буковині в нього залишилися батьки та молодша сестра.. Нагороджено Орденом Богдана Хмельницького III ступеня (2014, посмертно) | 24 червня 2014 Загинув близько 17:00 під Слов'янськом в районі гори Карачун у збитому військовому гелікоптері Мі-8, який повертався з блокпоста з фахівцями, що встановлювали апаратуру з метою організації моніторингу простору, фіксації фактів порушення перемир'я в зоні проведення АТО. |
| 11 |          | Боднар Петро Степанович          | Народився в 1976 р. в селі Панка Чернівецької області. Солдат 95-ї окремої Житомирської аеромобільної бригади за мобілізацією. Залишились дружина і 1,5-річна донька. | 28 червня 2014 Загинув під час обстрілу бойовиками позицій сил АТО під Слов'янськом, зокрема, з мінометів був обстріляний блокпост силовиків на перетині доріг на Слов'янськ та Красний Лиман. |
| 12 |          | Філіпчук Ігор Венедиктович       | 31 травня 1977 (село Грушівці, Кельменецький район Чернівецької області), старший сержант (водій) 87-го окремого аеромобільного батальйону (військова частина А2582, Чернівці) 80-ї окремої аеромобільної бригади. Одним із перших з населеного пункту пішов на службу добровольцем, близько 2-х місяців перебував у зоні АТО (м. Щастя). Батько двох неповнолітніх дітей. | 8 липня 2014 Загинув під час артобстрілу в селищі Стукалова Балка Слов'яносербського району Луганської області внаслідок вибухової травми. |
| 13 |          | Шудравий Андрій Степанович       | 15 вересня 1989 (місто Яремче, Івано-Франківська область), старший солдат, військовослужбовець за контрактом 80-ї окремої аеромобільної бригади. Навчався у Сторожинецькому лісовому коледжі, одружився та залишився жити у Сторожинці (Чернівецька область). У 2011 році розпочав військову службу за контрактом, з травня 2014 відправлений у зону АТО. Залишилась дружина та маленька дитина. | 13 липня 2014 Підірвався на міні під Луганськом. |
| 14 |          | Василишин Андрій Дмитрович       | 27 липня 1984 (село Дорошівці, Заставнівський район, Чернівецької області), старший сержант 8-го окремого полку спецпризначення (Хмельницький). Працював у Чернівцях в охоронній фірмі «Тигр», майстер спорту із самбо. На фронт пішов добровольцем. | 20 липня 2014 Загинув під час мінометного обстрілу в районі аеропорту Луганська. |
| 15 |          | Чигрин Олександр Іванович        | 2 вересня 1993 (село Усть-Путила, Вижницький район, Чернівецька область), сержант, десантник(?), учасник АТО. | 20 липня 2014 Загинув внаслідок підриву бронетранспортера у Луганській області. |
| 16 |          | Дутчак Юрій Іванович             | 1984 (село Іспас, Вижницький район, Чернівецька область), керівник Городенківського районного осередку «Правого Сектора». Мешкав у селі Глушків Івано-Франківської області. Залишились дружина та маленький син. | 23 липня 2014 Загинув під час перевезення волонтерської допомоги військовим в зоні АТО. Волонтери в супроводі бійців Добровольчого Українського Корпусу (ДУК) трьома машинами з благодійним вантажем виїхали в сторону Амвросіївки, заїжджаючи на всі блокпости, де стоять прикарпатці, а коли повертались, потрапили біля опівночі в засідку бойовиків під Волновахою Донецької області. Машина, в якій знаходився Юрій Дутчак, була повністю знищена, а він сам загинув. |
| 17 |          | Лейба Павло Радович              | 9 серпня 1994 (смт Берегомет, Вижницький район, Чернівецька область), солдат, учасник АТО. Був призваний Вижницько-Путильським ОРВК. Павло Лейба ріс сиротою. У загиблого залишилась сестра. | 25 липня 2014 Загинув внаслідок вогнепального кульового поранення голови під Лисичанськом. |
| 18 |          | Василаш Ілля Євгенович           | 22 липня 1959 (село Горбівці, Глибоцький район, Чернівецька область), боєць батальйону територіальної оборони «Айдар» Збройних сил України, розвідник. Ветеран-«афганець». Активний учасник Майдану. | 27 липня 2014 Разом із загоном "Айдару" потрапив у засідку. Серед загиблих був й Ілля Василаш. Протягом доби підрозділи батальйону "Айдар" брали участь у трьох різних операціях під Луганськом - Лутугине, Успенка та Георгіївка. В кожній із груп були втрати. Всього батальйон втратив тоді загиблими 12 бійців. 1 серпня Діда поховали в його рідному селі Горбівці Глибоцького району. .                                                                              |
| 19 |          | Чікал Юрій Дмитрович             | 21 лютого 1983 (село Нові Бросківці, Сторожинецький район, Чернівецька область), солдат, учасник АТО. 8 квітня 2014 року був мобілізований до військової частини в м. Чернівці. Юрій Чікал працював вчителем у Старобросківецькій середній школі, був заступником директора школи. Єдиний син у матері. | 31 липня 2014 Загинув у селі Георгіївка Луганської області в результаті отримання осколкових поранень тіла та вибухової травми під час виконання бойового завдання в АТО. Поховали Юрія Чікала на Сторожинеччині. . |
| 20 |          | Бабюк Віктор Ярославович         | 24 квітня 1984, старший солдат 95-ї окремої Житомирської аеромобільної бригади. З 1985 року проживав з сім’єю в селі Ошихліби Кіцманського району Чернівецької області. У покійного Віктора Бабюка Ярославовича залишилися дружина, троє дітей, батьки та семеро братів та сестер. Віктор Бабюк був призваний за мобілізацією до лав збройних сил у березні 2014 року. Службу в зоні АТО проходив в м. Слов’янськ, Горлівка, Шахтарськ, де виконував бойові завдання далекомірника та одночасно старшого розвідника. | 31 липня 2014 Загинув під Шахтарськом під час обстрілу терористами. Поховали Віктора Бабюка у с. Ошихліби Кіцманського району. |
| 21 |          | Заєць Олександр Юрійович         | 28 жовтня 1993 (село Селятин, Путильський район, Чернівецька область), солдат Державної прикордонної служби. 10 квітня 2014 року підписав контракт на строкову військову службу, далі перебував в м. Оршанець в навчальній частині. Згодом відправили в Свердловський район с. Зеленопілля, де перебував 58 днів, з яких в оточені був 22 дні. У загиблого залишились батьки та брат. Нагороджено Орденом «За мужність» III ступеня (2014, посмертно).                                                               | 7 серпня 2014 Загинув під час організованого прориву з оточення у "довжанському котлі" (сектор "Д") на з'єднання з основними силами після 22-денної героїчної оборони державного кордону під постійними масованими обстрілами з боку терористів та з боку Росії. Українські герої з боями вийшли в район Савур-Могили та Амвросіївки. Прорив тривав три доби.. |
| 22 |          | Паламар Олександр Олександрович  | 1991 (Кельменецький район, Чернівецька область), молодший сержант, військовослужбовець 24-ї окремої Залізної механізованої бригади (Яворів) | 8 серпня 2014 Дата, місце і обставини не уточнено.. |
| 23 |          | Лук'янюк Костянтин Костянтинович | 1993 (Глибоцький район, Чернівецька область), військовослужбовець військової служби за контрактом 24-ї окремої Залізної механізованої бригади (Яворів). | 21 серпня 2014 Дата, місце і обставини не уточнено.. |